# 索马里兰先令

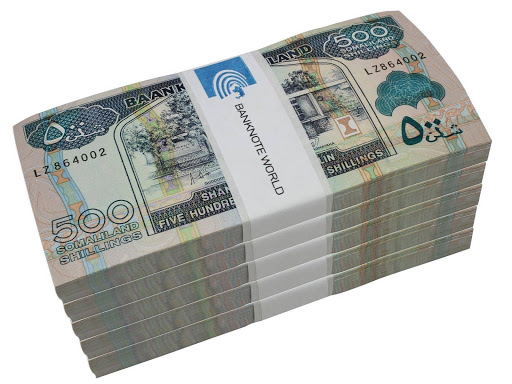
500索马里兰先令鈔票。

索馬里蘭先令（英語：Somaliland shilling）是索馬利蘭的貨幣，簡稱是Slsh。于1994年10月18日經由索馬利蘭銀行開始發行，100索馬里先令兌換1索馬里蘭先令，而前者在1995年1月31日于索馬里蘭境內停止流通。然而，即使官方試圖禁止，索馬里的官方貨幣仍然是當地一些人的首選。至今共發行了5至5000先令的紙幣。

## 硬幣
名義上，索馬里蘭有輔幣單位分，1先令=100分。然而由於幣值過低，分幣從未發行過。1994年發行的1先令硬幣是至今最低值的硬幣，由英國的普喬伊造幣廠製造，有“PM”（Pobjoy Mint）標記。2002年發行了兩種5先令硬幣。1先令和5先令為鋁製。其它發行過的硬幣有黃銅製的10先令，不鏽鋼制20先令，以及.999級純銀製的1000先令。
目前，這些硬幣都不再製造和流通。

### 1先令（1994）
索馬里蘭政府發行的首枚硬幣。正面為索馬里鴿，環繞文字REPUBLIC OF SOMALILAND 1994'，“PM”標記在鳥尾羽毛處。反面則印有BAANKA SOMALILAND'和'.ONE SOMALILAND SHILLING.'1先令的符號'1/-' 在中間。

### 5先令（2002）
兩個版本的5先令硬幣都在2002年發行。分別印有理查德·伯顿和公雞。
第一版本的铭文為RICHARD F. BURTON EXPLORATION OF SOMALILAND。肖像左側標有生卒年「1841 1904」，右側標有「2002」。反面銘文為「BAANKA SOMALILAND」與".FIVE SOMALILAND SHILLINGS."，符號"5/-"在中間。
第一版本的铭文為「REPUBLIC OF SOMALILAND 2002」。反面與第一版本相同。

### 10先令（2002）
是面值第三低的硬幣，正面印了只猴子。

### 20先令（2002）
正面印了只灰猎犬，銘文為'REPUBLIC OF SOMALILAND 2002'。反面銘文為'BAANKA SOMALILAND'和'.TWENTY SOMALILAND SHILLINGS。符號'20/-'在中間。

### 1,000先令（2002）
正面與5先令版本一同樣為理查德·伯頓肖像，而反面的國徽錯印成了索馬里國徽。1,000 shillings coin （页面存档备份，存于）

## 紙幣
紙幣面值有5，10，20，50，100，500,1,000和5,000先令。發行年代從1994至2011年。目前僅有100先令及以上的面值流通。
| 1996-1996 笔记                                                               | 1996-1996 笔记 | 1996-1996 笔记   | 1996-1996 笔记 | 1996-1996 笔记                            | 1996-1996 笔记                                        | 1996-1996 笔记                                 |
| 正面                                                                         | 背面           | 面值             | Main 主色      | 正面                                      | 背面                                                  | 签发日期                                       |
| ---------------------------------------------------------------------------- | -------------- | ---------------- | -------------- | ----------------------------------------- | ----------------------------------------------------- | ---------------------------------------------- |
|                                                                              |                | 5索马里兰先令    | 绿色           | 哈爾格薩附近的Naasa Hablood山前的駱駝商隊 | 古德里卡”（议会，后来的最高法院大楼，哈尔格萨），库杜 | 1994                                           |
|                                                                              |                | 10索马里兰先令   | 紫色           | 哈爾格薩附近的Naasa Hablood山前的駱駝商隊 | 古德里卡”（议会，后来的最高法院大楼，哈尔格萨），库杜 | 1994, 1996                                     |
|                                                                              |                | 20索马里兰先令   | 棕色           | 哈爾格薩附近的Naasa Hablood山前的駱駝商隊 | 古德里卡”（议会，后来的最高法院大楼，哈尔格萨），库杜 | 1994, 1996                                     |
|                                                                              |                | 50索马里兰先令   | 蓝色           | 哈爾格薩附近的Naasa Hablood山前的駱駝商隊 | 古德里卡”（议会，后来的最高法院大楼，哈尔格萨），库杜 | 1996, 1996, 1999                               |
|                                                                              |                | 100索马里兰先令  | 卡其绿色       | 哈尔格萨的Somaliland银行                  | 柏培拉码头和索马里绵羊和山羊群                        | 1994, 1996, 1999, 2002, 2005, 2006, 2008, 2011 |
|                                                                              |                | 500索马里兰先令  | 蓝色           | 哈尔格萨的Somaliland银行                  | 柏培拉码头和索马里绵羊和山羊群                        | 1994, 1996, 1999, 2002, 2005, 2006, 2008, 2011 |
|                                                                              |                | 1000索马里兰先令 | 红             | 哈尔格萨的Somaliland银行                  | 柏培拉码头和索马里绵羊和山羊群                        | 2011, 2012, 2014, 2015                         |
|                                                                              |                | 5000索马里兰先令 | 绿色           | 哈尔格萨的Somaliland银行                  | 三只骆驼和三只山羊觅食                                | 2011、2012、2015                               |
| 这些图片是以每1像素表示1毫米的比例显示的。对于表格的范本，请参阅纸币参数表。 |                |                  |                |                                           |                                                       |                                                |

1996年和1999年，重新發行的50索馬里蘭紙幣尺寸有所增大，而且由於來源不同，出現了兩種微小差別的尺寸(130 × 58 或 130 × 57 mm)。
獨立五週年紀念幣 (1996)
1996年發行的紙幣上索馬里蘭官方加印有"5th Anniversary of Independence 18 May 1996 Sanad Gurada 5ee Gobanimadda 18 May 1996"（1996年5月18日，獨立五週年紀念）的棕色和金色文字，或者"Sanad Gurada 5ee Gobanimadda 18 May 1996"（索馬里語）銀色文字。然而，今天能見到的這種錢幣，文字可能是錢幣商加印上去的。

## 匯率

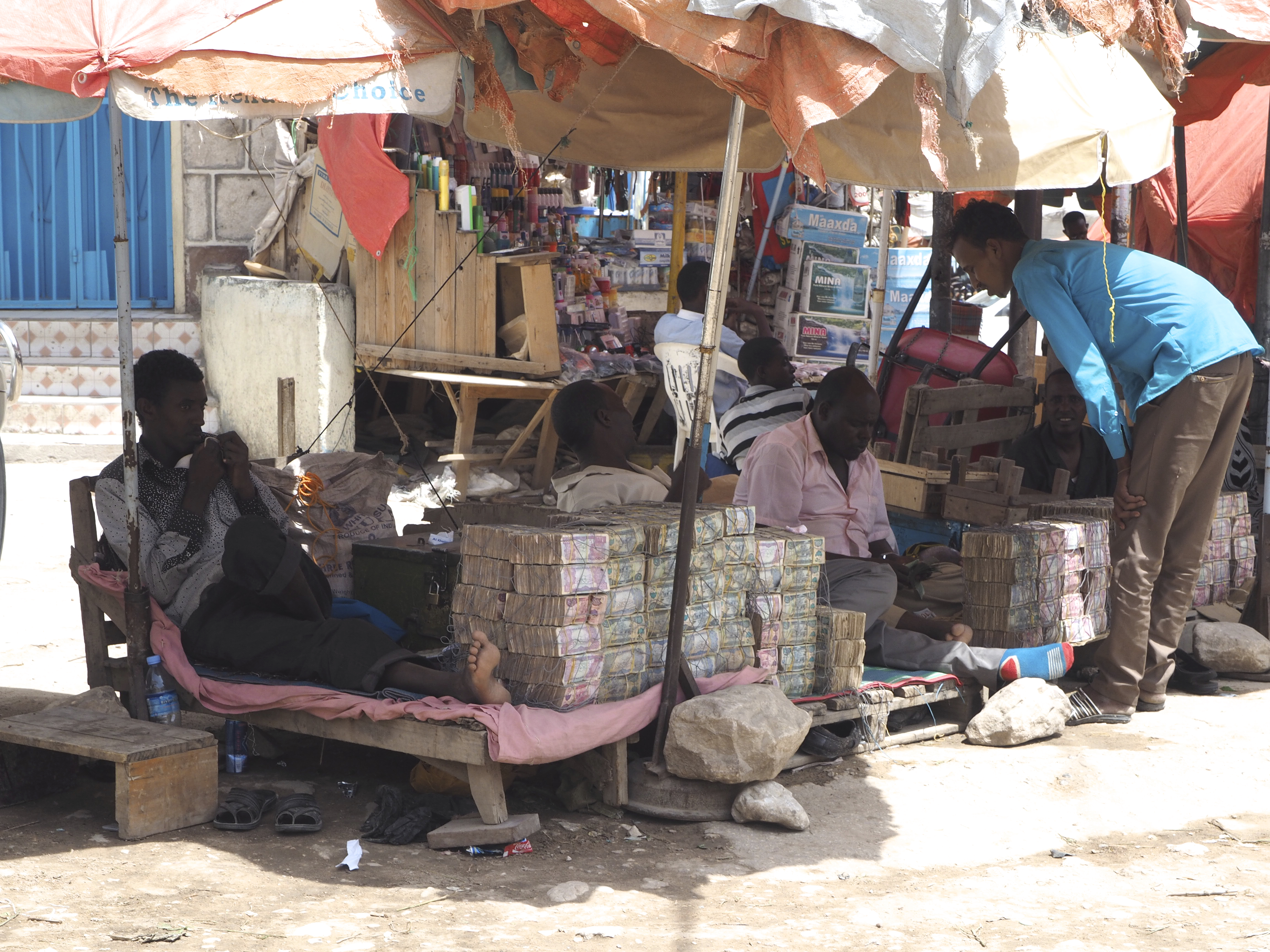
哈尔格萨的貨幣兌換攤位

名義上，中央銀行按牌價提供多種貨幣的兌換，但人們主要選擇非官方的市場（hawala），換幣攤位在各個主要城市的街道上都能找到。
- 2000年11月官方匯率為1美元兌4,550先令。非官方匯率在4,000至5,000先令之間；
- 2008年12月，官方匯率為1美元兌7,500先令；[4]
- 2015年12月，公認匯率為1美元兌6,000先令，至2019年7月，公認匯率為1美元兌8,500元。
- 2022年12月，索馬利蘭官方匯率為8,530先令兌換1美元。而2019年索馬利蘭匯率為8,500先令兌換1美元，通貨膨脹率上升0.35%，索馬利蘭先令維持穩定在8,000附近，未來幾年通貨膨脹率可能下降。

## 外部連結
- 索馬里蘭硬幣目錄 （页面存档备份，存于）.

| 上一任：索馬里先令 原因： 事實上獨立 收兑比率： 1索馬里蘭先令=100索馬里先令=1/50美金 | 索馬里蘭货币 1994 – Note: 索馬里蘭非國際廣泛承認國家 | 下一任：现行 |